# BMW M2
A BMW M2 é uma versão de alta performance da BMW Série 2 , desenvolvida pela divisão de automobilismo da BMW, a BMW M. A M2 é um automóvel de Segmento C, considerado um carro esportivo compacto e ao mesmo tempo um carro executivo subcompacto
A M2 de primeira geração usava o chassi F8x do M3 / M4, com o codinome "F87", e compreendia o motor turbo da série BMW N55, enquanto seus sucessores, o M2 Competition e o M2 CS, apresentavam um motor biturbo de 6 cilindros em linha desenvolvido pela BMW M GmbH (motor S55). Já na segunda geração a M2 recebeu um outro motor, o chamado S58, um biturbo 3.0 de 6 cilindros em linha.

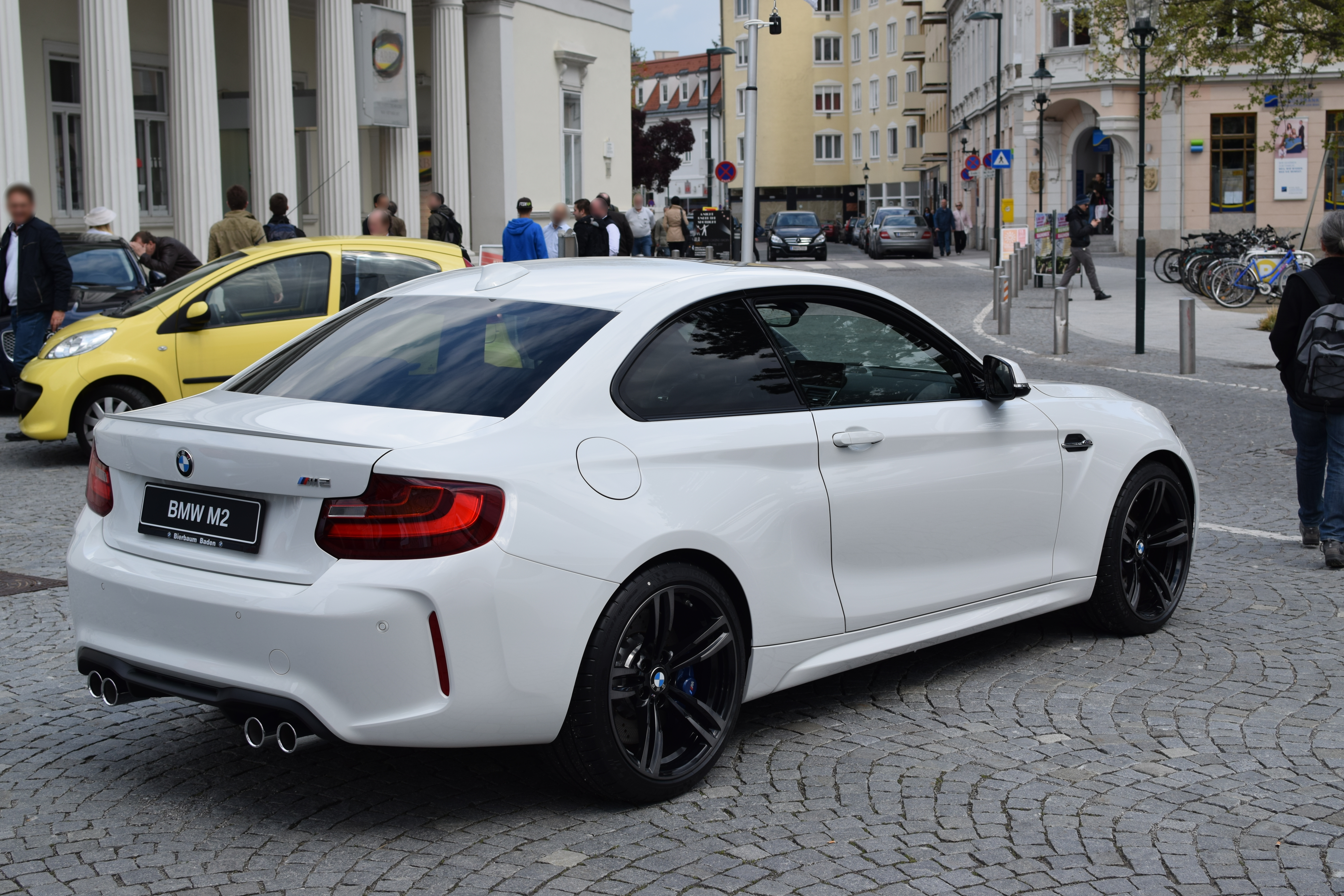
Vista traseira (BMW M2 2017)

A BMW M2 foi revelada no Need for Speed (jogo eletrônico de 2015) em Novembro de 2015, antes de estrear no North American International Auto Show em Janeiro de 2016.